# Oxya bolaangensis
Oxya bolaangensis är en insektsart som beskrevs av Jennifer L. Hollis 1971. Oxya bolaangensis ingår i släktet Oxya och familjen gräshoppor. Inga underarter finns listade i Catalogue of Life.